# Funzione càdlàg

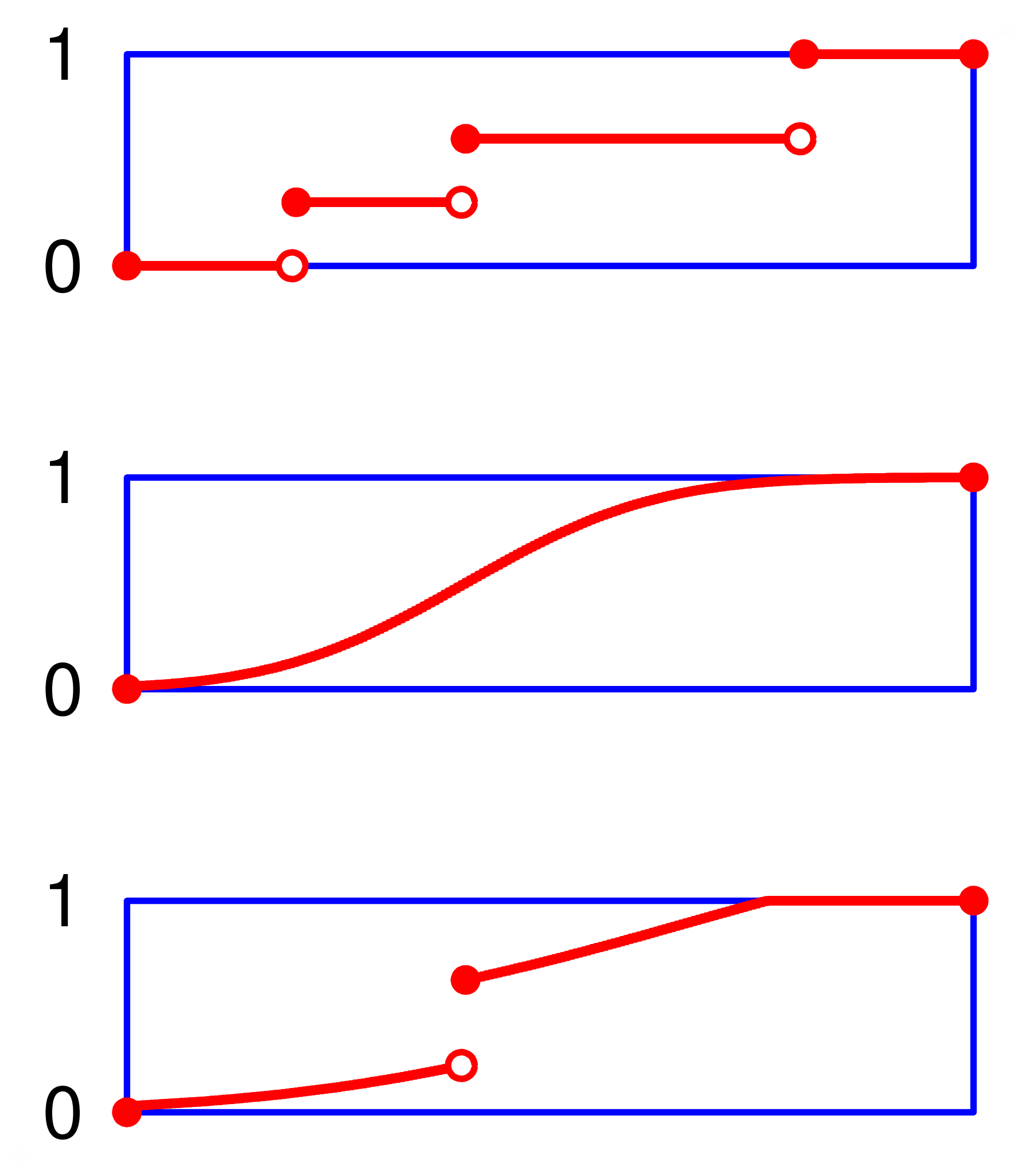
Le funzioni di ripartizione sono un esempio di funzioni càdlàg

In matematica, una funzione càdlàg (acronimo dal francese continue à droite, limitée à gauche, che significa continua a destra, limitata a sinistra; in italiano scritto talvolta cadlag) è una funzione di variabile reale che sia in ogni punto continua da destra e possegga limite sinistro finito.
Funzioni càdlàg emergono naturalmente come funzioni di ripartizione. Compaiono quindi nello studio dei processi stocastici che ammettono traiettorie con discontinuità di prima specie.

## Esempi
- Tutte le funzioni continue sono naturalmente càdlàg.
- Tutte le funzioni di ripartizione sono càdlàg.[1]

## Spazio di Skorokhod
Lo spazio di tutte le funzioni càdlàg su un certo dominio {\displaystyle E} a valori nello spazio metrico {\displaystyle M} viene detto spazio di Skorokhod. Esso si denota con {\displaystyle D(E;M)}. Tale spazio può essere munito di una topologia. Per semplicità, consideriamo come dominio l'intervallo {\displaystyle [0,T]} con {\displaystyle T} finito e come codominio lo spazio euclideo reale.
Dobbiamo prima definire un analogo del modulo di continuità. Per ogni {\displaystyle F\subseteq E}, sia
{\displaystyle w_{f}(F):=\sup _{s,t\in F}|f(s)-f(t)|}
l'oscillazione di {\displaystyle f} su {\displaystyle F}; per {\displaystyle \delta >0}, definiamo allora il modulo càdlàg come
{\displaystyle \varpi '_{f}(\delta ):=\inf _{\Pi }\max _{1\leq i\leq k}w_{f}([t_{i-1},t_{i})),}
dove l'estremo inferiore è fatto su tutte le partizioni {\displaystyle \Pi } dell'intervallo {\displaystyle E} con mesh minore di {\displaystyle \delta }. Si può provare che {\displaystyle f} è càdlàg se e solo se {\displaystyle \varpi '_{f}(\delta )\to 0} quando {\displaystyle \delta \to 0}.
Definiamo dunque la distanza di Skorokhod come
{\displaystyle \sigma (f,g):=\inf _{\lambda }\max\{\|\lambda -id_{E}\|_{\infty },\|f-g\circ \lambda \|_{\infty }\}},
dove {\displaystyle id_{E}} è l'identità di {\displaystyle E}, {\displaystyle \|\cdot \|_{\infty }} è la norma uniforme e {\displaystyle \lambda } varia sull'insieme di tutte le biiezioni continue strettamente monotone su {\displaystyle E}. Si dimostra che effettivamente {\displaystyle \sigma } è una metrica. La topologia indotta è detta topologia di Skorokhod.
Intuitivamente, il termine {\displaystyle \|\lambda -id_{E}\|_{\infty }} misura la "distorsione nel tempo" e il termine {\displaystyle \|f-g\circ \lambda \|_{\infty }} la "distorsione nello spazio".

### Proprietà
Lo spazio {\displaystyle D(E;M)} contiene lo spazio {\displaystyle C(E;M)} delle funzioni continue. Su tale sottospazio la topologia di Skorokhod e la topologia uniforme coincidono.
La metrica {\displaystyle \sigma } non rende lo spazio di Skorokhod completo; tuttavia esiste una metrica equivalente a {\displaystyle \sigma } per cui ciò è vero. Tale metrica (e dunque anche {\displaystyle \sigma }) rende inoltre {\displaystyle D(E;M)} uno spazio separabile e quindi uno spazio polacco.
Come applicazione del teorema di Ascoli, si può mostrare che una successione di misure di probabilità su {\displaystyle D} è tight se solo se sono verificate le seguenti due condizioni:
- {\displaystyle \lim _{a\to \infty }\limsup _{n\to \infty }\mu _{n}\{f\in D|\|f\|\geq a\}=0,}
- {\displaystyle \lim _{\delta \to 0}\limsup _{n\to \infty }\mu _{n}\{f\in D|\varpi '_{f}(\delta )\geq \varepsilon \}=0}

con la seconda valida per ogni {\displaystyle \varepsilon >0}.